# تیومنتسوو
تیومنتسوو (به لاتین: Tyumentsevo) یک منطقهٔ مسکونی در روسیه است که در سرزمین آلتای واقع شده‌است.